# Сурков, Павел Васильевич
Павел Васильевич Сурков (род. 1 августа 1962, с. Вязовка, Татищевский район, Саратовская область, РСФСР, СССР) — российский муниципальный деятель. Глава Татищевского района (2006—2024). Исполняющий обязанности главы муниципального образования «Город Саратов» (6 сентября 2024 — 12 февраля 2025).

## Биография
Родился 1 августа 1962 года в селе Вязовка Татищевского района Саратовской области, в многодетной семье. Отец — инвалид Великой Отечественной войны, кавалер Орденов Славы, мать — медсестра в больнице. 

### Образование
В 1984 завершил обучение в Саратовском сельскохозяйственном институте имени Вавилова. Была присвоена квалификация — экономист-организатор сельскохозяйственного производства.
В 2002 году успешно завершил обучение в Саратовской государственной академии права, присвоена квалификация — юрист.
В 2001 году повысил свою квалификацию, пройдя дополнительное обучение в Саратовском государственном социально-экономическом университете.
В 2010 году защитил степень кандидата юридических наук по специальности — «Административное право, финансовое право, информационное право». Тема диссертации «Административно-правовые полномочия высших должностных лиц местного самоуправления».

### Трудовая деятельность
С 1984 по 1986 годы проходил службу в рядах Советской Армии.
С 1986 по 1988 годы работал в должности управляющего отделением совхоза «Вязовский» в Татищевском районе Саратовской области. В 1988 году назначен на должность главного экономиста совхоза «Вязовский». С 1988 по 1990 годы работал в должности председателя Вязовского сельского Совета Татищевского района на непостоянной основе.
С 1990 по 1992 годы являлся директором совхоза «Механизатор» Татищевского района.
С 1992 по 1995 годы — генеральный директор АОЗТ «Каменское» Татищевского района.
27 февраля 1995 года был назначен на муниципальную должность первого заместителя главы администрации объединенного муниципального образования Татищевского района.
С 29 апреля 2006 года по 30 августа 2024 года работал в должности главы Татищевского муниципального района.
Член политической партии «Единая Россия».

### Глава Саратова
2 сентября 2024 назначен вице-мэром Саратова по городскому хозяйству и благоустройству. 5 сентября 2024 был назначен на вновь созданную должность первого заместителя главы муниципального образования «Город Саратов». С 6 сентября 2024, после ухода на длительный больничный Лады Мокроусовой, исполняет полномочия руководителя муниципального образования. 4 октября 2024 Лада Мокроусова по собственному желанию сложила с себя полномочия главы города, что было утверждено городской думой 8 октября, Павел Сурков продолжал исполнять обязанности руководителя города Саратова до 12 февраля 2025 года, когда принял добровольное решение оставить пост в связи с переходом на другую работу.

## Семья
Женат, Воспитал двоих детей.

## Награды
Неоднократно награждался:
- почетными грамотами администрации Татищевского района,
- почётными грамотами губернатора и правительства Саратовской области,
- имеет награды Русской Православной Церкви.
- Медаль ордена «За заслуги перед Отечеством» II степени (1999).